# ゲオルギイ・グルジエフ

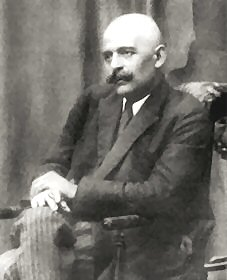
ゲオルギイ・グルジエフ（1922年）

ゲオルギイ・イヴァノヴィチ・グルジエフ（ロシア語: Гео́ргий Ива́нович Гурджи́ев, George Ivanovich Gurdjieff、 1866年1月13日? － 1949年10月29日）は、アルメニアに生まれ、一般に「ワーク」として知られる精神的／実存的な取り組みの主導者として、および著述家・舞踏作家・作曲家として知られる。ロシア、フランス、アメリカなどで活動した。
ギリシャ系の父とアルメニア系の母のもとに当時ロシア領であったアルメニアに生まれ、東洋を長く遍歴したのちに西洋で活動した。欧米の文学者と芸術家への影響、心理学の特定の分野への影響、いわゆる精神世界や心身統合的セラピーの領域への影響など、後代への間接的な影響は多岐にわたるが、それらとの関係でグルジエフが直接的に語られることは比較的に少ない。人間の個としての成長との関係での「ワーク」という言葉はグルジエフが最初に使ったものである。近年ではもっぱら性格分析に使われている「エニアグラム」は、グルジエフがこれを世に知らしめた最初の人物である。精神的な師としての西洋の一般的な概念にはあてはまらないところが多く、弟子が精神的な依存をするのを許容せず、揺さぶり続ける人物であった。
グルジエフという名前は生来のギリシア系の姓Γεωργιάδης（ゲオルギアデス）をロシア風に読み替えたものであり、表記としては「ジェフ」も一般的であるが、ここでは便宜上、参考文献の題名も含めて「ジエフ」に統一した。

## グルジエフの生涯
グルジエフは、ギリシア系の父、アルメニア系の母のもとにアルメニア（当時ロシア領）のアレクサンドロポル（現在のギュムリ）に生まれた。生年については、公文書上の記録が一貫しないために諸説があるが、伝記作家のジェイムス・ムアはこれを1866年としている。
グルジエフは少年時代のこととして、父から受けた独自の教育について語っている。父は裕福な羊飼いだったが、牛疫によって多くの羊を失い、経済的な困窮のなか、小さな木工場を立ち上げる。グルジエフは少年時より、家業を手伝うとともに、各種の工芸や小規模の商いをもって生計を助けた。
グルジエフの生い立ちをめぐるこのような基本的な事項や家族に関係することは近親者の証言によって確認されているが、その後のこととして、グルジエフが1910年代にロシアにあらわれるまでの前半生は、グルジエフの著作における自伝的な記述からしかうかがい知ることができない。しかし、そのうち『注目すべき人々との出会い』は自伝的な体裁をとっていても、完全なノンフィクションとして書かれたものとは思われない。したがって、グルジエフの前半生に関する以下の記述をどの程度まで物語的なものと受け取るかは各人に任されている。
父は吟遊詩人でもあり、グルジエフの自伝的著作での記述によると、父からギルガメシュ叙事詩を聞かされたことが「失われた古代の叡智」への関心のひとつのきっかけとなった。ロシア、ペルシャ、トルコが国境を接し、宗教と民族が混交するこの地で少年時代を送るなか、グルジエフはいくつかの不思議な現象を目撃し、それはやがて人間の生の意味をめぐる探求への衝動になった。
グルジエフの家族はやがて、1877年の露土戦争後にロシア領となりロシアが要塞の建設を進めていたカルスへと移る。グルジエフは、そこで学校に通い、医者もしくは技師になることを目指して勉学に励むとともに、聖歌隊の一員となり、カルス陸軍大聖堂のボルシュ神父を最初の師として、精神的な事柄への関心をさらにつのらせ、やがて近傍の聖地や遺跡などの探訪を始める。
これも自伝的な著作での記述によると、グルジエフは友人とアルメニアの古都アニの廃墟で、伝説的な教団の実在を示唆する古文書を掘り出し、これがアジアとオリエントの辺境をめぐる長い旅の最初のきっかけとなった。自伝によると、友人のポゴジャンを伴った最初の旅は、アルメニア民族運動を支援する結社からの密使としての役割を引き受けることで実現され、旅の途上での偶然の発見から、ふたりは旅の目的地を変更し、エジプトへと向かう。グルジエフはそこで、みずからと目的を同じくする年配の探求者、プリンス・ルボヴェドスキーとスクリドロフ教授に出会う。
グルジエフは、みずからと目的を同じくする仲間たちと「真理の探求者たち」（the Seekers of Truth）というグループを結成し、中央アジアの奥地などへの探検行をくりかえし、古代的名叡智の痕跡や隠された教えの源泉を求めて、遺跡の発掘にあたったり、隠された僧院や精神的な共同体をめぐったりし、さらには伝承・象徴・音楽・舞踏などの研究にもあたった。
グルジエフは、人間の精神に見られる各種の不可解な傾向の解明に資するものとして、催眠という現象に注目するようになる。グルジエフは、この現象をめぐる卓越した知識と技量ゆえに「魔術師」を演じることもあったとされるが、この関心の背後には、顕在意識と下意識の間での分断と、両者間の隠れた関係を探るという目的があった。
それはまた、とくに戦争や内乱などのなかで顕著にあらわれる集団心理への脆弱性（suggestibility）に関する研究でもあった。グルジエフが語るには、この放浪の時代に好んで動乱の地にみずからを置いたのは、人間の集団心理の異常性をめぐる謎の解明を目指してのことであった。グルジエフは、ここにおいて、みずからの探求の目標が二つになったと語っている。
1. 人間にとっての生きることの意味と目的をあらゆる側面から究明し、それを正確に理解すること。
2. 人々を容易に「集団催眠」の支配下に陥れる要因としての「外部からの影響への弱さ」を人々から取り除くための手段なり方法なりをどんな代償を払ってでも見つけること。

グルジエフはその前半生において、三回にわたって被弾し、瀕死の重傷を負ったことを回想している。それによれば、一回目は希土戦争 (1897年)の1年前のクレタ島で、二回目は1903年にイギリスによる侵攻を受ける1年前のチベットで、三回目は1904年に内乱のなかにあるトランスコーカサス地方で起きたという。
このような記述は危険な任務を想像させ、グルジエフが外部的な支援や政治的な保護にまったく頼らずにこれらの探検行を実現できたとも考えにくいため、アルメニア人あるいはギリシア人の民族運動との関係、イギリスとロシアとの間でのアジア支配をめぐるグレート・ゲームとの関係、あるいはダライラマ13世との関係でグルジエフが果たしたかもしれない役割については憶測が絶えず、複数の研究家が自説を発表しているが、決定的な確証には乏しい。
1912年、グルジエフは遍歴の時代を終え、モスクワで小さなグループを指導するようになる。また、同年にユリア・オストワスカと結婚する。やがてサンクトペテルブルクでも活動するようになる。
1915年、グルジエフは、すでに精神世界の専門家として名の知られていたピョートル・ウスペンスキーに出会う。1916年の末、音楽家のトーマス・ド・ハートマンがグループに加わり、グルジエフとともに数々のピアノ曲の作曲にあたった。
このころのグルジエフは、みずからの教えを理論的にまとめあげることに力を入れ、のちにウスペンスキー『奇跡を求めて』に収録されて一般に知られるようになった理論や概念は、このころのグルジエフの講義に基づいている。
1917年、ロシア革命が勃発した。グルジエフはコーカサス山中のエッセントゥキに移り、7月から8月にかけて、そこに十数人の生徒たちを集めて、身体的な性格を増した訓練を指導する。
1918年、アレクサンドロポルに留まっていたグルジエフの父がトルコ軍に射殺される。同年の夏までには、ロシア国内の内戦がエッセントゥキにも波及する。グルジエフは「インダク山に金鉱を発見するための科学的探検」を偽装して、政府から許可と物資の提供を受けると、同年の8月6日、妻と主要な弟子たち（ウスペンスキーは含まれない）を連れて、エッセントゥキを脱出する。一行は、その途上で武装勢力に足止めをされたりなどの危険を冒しながらも、5回にわたり前線を越え、徒歩でコーカサスを越えて、黒海沿岸の保養地であるソチにたどり着く。
ウスペンスキーは、グルジエフの思想に強い執着をもっていたが、グルジエフの主導する取り組みが現実的あるいは身体的な性格を増すなか、不満をつのらせるようになる。
1919年、グルジエフはグルジアのチフリス（トビリシ）に活動の拠点を移し、学院を設立する。アレクサンドル・ド・ザルツマンとその妻のジャンヌ・ド・ザルツマンがグループに加わり、舞台芸術の分野で造詣の深い同夫妻の協力を得て、グルジエフはこの夏、のちにムーヴメンツと呼ばれるようになる神聖舞踏の初めての公演をする。
1920年、グルジアの情勢も不穏なものとなる。5月、グルジエフは妻および30人ばかりの主要な弟子を連れて、チフリスを徒歩で脱出。ふたたびコーカサスを越え、黒海沿岸のバトゥムの港に着く。そこから一行は船でコンスタンチノープル（イスタンブール）に向かう。
グルジエフは、コンスタンチノープルで小規模ながら学院の再開を試み、活動を展開する。また、作曲家のトーマス・ド・ハートマンやウスペンスキーを連れて、スーフィーの修行場を訪れたりしたことが記録されている。ウスペンスキーはグルジエフの一行とは別行動でコンスタンチノープルに到着していたが、グルジエフとの関係は優柔不断なものであった。
1921年8月、グルジエフの一行は、コンスタンチノープルを離れてベルリンに向かう。グルジエフの舞踏の一部のレパートリーと似た性格をもつ「リトミック」の創始者であるエミール・ジャック＝ダルクローズからの招待を受け、ドイツに学院を設立することが当初の目的であった。不動産の取得をめぐる法律的な問題からこの計画は思うようにいかなかった。
1922年の2月と3月、グルジエフは二度にわたりロンドンを一時的に訪問するが、ここにおいてウスペンスキーとの間での対立は決定的なものとなった。やがてウスペンスキーは、イギリスとアメリカにて、グルジエフの名前を表に出すことなく、グルジエフから教わったことに基づく一種の体系を独立して教えるようになる。
1922年7月、グルジエフの一行はパリに移る。同年の秋、トルコ軍によるアルメニア人大虐殺により、グルジエフの妹のひとりであるアンナとその子供たちが犠牲となる。
1922年秋、グルジエフは、パリ近郊のフォンテーヌブロー近くにある歴史的な城館、シャトー・プリオーレに居を定める。グルジエフはここで「人間の調和的発展」のためのメソッドの実践的な追求を本格的に始めた。肉体労働、音楽、舞踏（ムーヴメンツ）、講義など、多彩な活動が展開された。
学院が本格的な活動に入った直後、ニュージーランド生まれの著名な作家であるキャサリン・マンスフィールドが学院を訪れる。彼女は結核の末期にあったため、グルジエフは彼女が学院に滞在することを最初は断るが、それによる彼女の落胆ぶりを見て、彼女からの再度の願いを受けてこれを認める。1923年1月12日、彼女は学院で生涯を終える。
その日は偶然、グルジエフが生徒たちを指揮して学院の敷地に建設した「スタディハウス」の落成を祝う日であった。飛行船格納庫の廃材を利用して建設され、東洋風の絨毯や織物で飾り付けられたこの建物は、グルジエフが各地に伝わる様々な神聖舞踏を組み合わせて独特なものにまとめあげたものである「ムーヴメンツ」の練習と演舞に使われた。その演舞は、身体の複数の部分の独立した動きの統合や頭の働きと体の働きの協和を要し、特殊な芸術であるとともに心身の調和的発展に向けての挑戦となることが意図されていた。
グルジエフの思想はヨーロッパの知識層に知られるようになり、とくにイギリスとアメリカの作家や芸術家の間での反響が大きかった。学院の活動はジャーナリズムの関心を呼び、当初、その内容は興味本位ではあっても基本的に好意的なものであったが、キャサリン・マンスフィールドがそこで死を迎えた怪しい学院という、悪意ある風評にもさらされるようになった。
1924年、グルジエフはアメリカに渡り、ムーヴメンツのデモンストレーションや講演で注目を集める。しかし同年、自動車事故で重傷を負い、やがて学院の閉鎖を宣言する。怪我から回復したグルジエフは、外面的な活動を大幅に縮小し、執筆に力を注ぐようになる。『ベルゼバブが孫に語った物語』に始まる三部作はAll and Everythingと題され、宇宙、人間、意識、生命に関わるほとんど「ありとあらゆる」問題を扱ったものである。これらが正式に出版されたのはグルジエフの死後である。
1926年、妻のユリア・オストワスカを癌で失う。時期を同じくして、プリオーレに暮らしていた母もなくなる。ふたりはフォンテーヌブローに隣接するアヴォンの墓地で、キャサリン・マンスフィールドの眠るそばに葬られた。
グルジエフはヨーロッパでの最初の試みで、ヨーロッパの知識人たちや自分のそれまでのアプローチに絶望したようであり、自動車事故の後、古い弟子たちの多くと関係を断ち、執筆に専念する。しかし、アメリカを頻繁に訪れるようになり、パリではやがて、ソリタ・ソラノやキャサリン・ヒュームをはじめとするアメリカの女流作家たち数人のグループを相手に新しいアプローチを試しだす。
このようにして、1930年代の後半までには、ロシア時代やプリオーレ時代のワークとは趣が異なるグルジエフ晩年のワークのアプローチが生まれてきた。

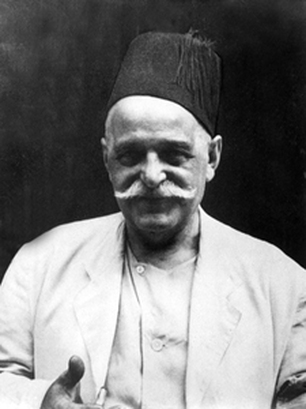
グルジエフ（1935年 - 1945年頃）

その一方で、フランスから海を隔てた英米の元生徒たちとの間での亀裂は深まり、すでに離反していたウスペンスキーや他の知識人を中心として、グルジエフに由来する思想をグルジエフ自身と切り離して広めようとする動きがいっそう強まった。ウスペンスキーは講義において、彼が説くところの教えの体系を「システム」と呼び、「それは自分に属するものではない。それだからこそ価値がある」と述べている。しかし、それをグルジエフに由来するものとして認めているのではなく、ウスペンスキーは、時空を越えての接触もありうる隠された「スクール」の実在いうの冒頭でも触れられた独自の考えを持ち出し、「システム」はそうした「スクール」に由来するものであり、そこからの教えの受け手としてグルジエフは不適格であったという説をもって、自分の立場の正当性を主張した。これは後代にも影響し、「性格論のエニアグラム」（en:Enneagram of Personality）の理論家であるヘレン・パーマーは、1991年に発行された著書で、これに似た説をもって、グルジエフは「資格がなかった」のでこれを伝えられなかったが、エニアグラム自体も性格論のエニアグラムも太古からの秘境的伝統に属するものであると主張し、オスカー・イチャーソからの理論の借用を否定することで、自分の立場の正当性を主張した。ウスペンスキーは、最晩年において「システム」の行き詰まりを認めるに至ったが、目に見えない「スクール」との接触という夢は捨てず、作家のロドニー・コリンらがこれに強い影響を受けた。
1940年6月から、パリはドイツ軍の占領を受ける。グルジエフは占領下のパリに留まり、凱旋門の近くにある自宅のアパルトマンで、を中心とする小さなグループでワークを主導するようになった。グルジエフは執筆を打ち切り、現在では「サーティナイン・シリーズ」として知られる一連のムーヴメンツの創作を始める。の朗読、内的なエクササイズへの取り組み、ムーヴメンツの稽古などを主体とする集まりはだんだんに規模を増していった。
この親密なグループでのやりとりの内容はグルジエフの指示によって克明に記録され、その一部は米国議会図書館に保存されている。その内容は個人に焦点を合わせた具体的な取り組みへの指示や助言が中心であり、グルジエフの活動前期におけるワークとの顕著な違いとして、個人の問題と結び付いた切実な問題を離れての思想や理論をめぐる質疑応答はなく、その方面はすべてを『ベルゼバブ』に一任した形になっている。
グルジエフのパリのアパルトマンでの集まりは会食を伴うのが常であり、戦後ますます数を増していった訪問者らにグルジエフはみずからの手で用意した食事をふんだんにふるまい、「愚者への乾杯」（Toast of the Idiots）として知られる乾杯の儀式を含んだ会食の場での緊張と笑いとユーモアが伝説的な色合いを帯びて当時の弟子たちの手記に描写されている。

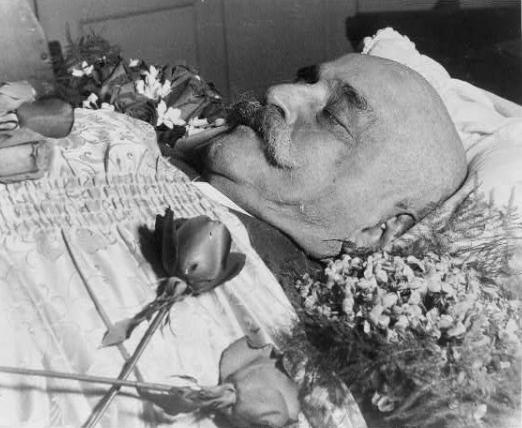
臨終時のグルジエフ

終戦とともに、長く遠ざかっていたアメリカとイギリスの元生徒らが、1947年に没したウスペンスキーの元生徒らの一部も含めてパリのグルジエフのアパルトマンを続々と訪問し、ふたたび活動は拡大する気配を見せだした。1949年10月29日、グルジエフはパリのセーヌ河岸のアメリカン・ホスピタルにて逝去する。

## グルジエフの思想
グルジエフの「思想」もしくは「教え」という言葉が使われるが、グルジエフ自身はこれをただ“my ideas”と呼んでいた。ロシア語でもこれは基本的に同じである。グルジエフの母国語のひとつであるギリシャ語のιδέαに由来し、「思想」もしくは「教え」というより、「世界観」もしくは「人間観」といった言い方に近い。

グルジエフの提示した世界観は、人間の存在や宇宙の成り立ちをめぐる一見して独自な見方を含むが、同時に科学的追求の色彩を帯びている。若年時代においてすでに自身の内面で確固たるものとなっていた探求に向けての衝動について、グルジエフは次のように書いている。
This mania began to impose itself upon my being at the time of my youth when I was on the point of attaining responsible age and consisted in what I would now term an " irrepressible striving " to understand clearly the precise significance, in general, of the life process on earth of all the outward forms of breathing creatures and, in particular, of the aim of human life in the light of this interpretation.

この熱狂が私に影響をふるいだしたのは、私がまだ若く、ようやく責任ある年代にさしかかったばかりのことだった。そして、私がいまこれを言葉にするならば、それはありとあらゆる姿をした呼吸する生き物について、それらが地球上で生命を存続させることの意味全般を厳密かつ明確に理解すること、そしてこの観点から人間にとっての生の意味を明らかにすることに向けての「抑えがたい渇望」だった。
グルジエフは、その前半生の二十～三十年を越える探求をもって見いだしたものを、さまざまな伝達方法や表現のスタイルをもって伝えることを試みた。理論的な教えの体型に加え、エニアグラムに代表される幾何学的象徴、物語、バレエ、舞踏、音楽、実践的なエクササイズなど、グルジエフがその「思想」（ideas）を伝えるために用いた手段は多彩である。
そのうち、グルジエフが主として1916年にサンクト・ペテルスブルグで説いた体系的な人間論・宇宙論および具体的な取り組みに関することが、のちに離反したP・D・ウスペンスキーを通じて、とりわけ広く一般に知られるように至った。それによって一般に広まったグルジエフに由来する言葉として、「ワーク」（work on oneself）、「自己想起」（self-remembering）、「センター」（centers）、「存在と知識」（being and knowledge）、「本質と人格」（essence and personality）、「同一化」（identifying）、「超努力／余分な努力」（super-effort）などがある。また、エニアグラムの図像、およびこれに結び付いた「三の法則」と「七の法則」をめぐる理論のおおまかな枠組みも知られるに至った。
しかし、これらの言葉の使い方や解釈をめぐり、グルジエフとP・D・ウスペンスキーの間にはかなりの違いがあることが、グルジエフの著書および講話録の内容からうかがわれる。1924年7月の自動車事故からの回復後、グルジエフはAll and Everythingと題された三部作の執筆を開始し、その伝えるところは以前から一貫したものであっても、そこでグルジエフが使った言葉や叙述のスタイルは、かつてと大きく異なっている。比較的にわかりやすい語りから始まるベルゼバブの物語は、人間の成り立ちとその宇宙的な背景をめぐる、やや難解な印象を与えつつも、核心に迫った話へと発展していく。グルジエフの思想が西洋に広まる過程では、一見して取っつきにくいグルジエフの主張や見解をもっと一般に受け入れられやすい体裁にまとめなおそうとする動きが生じたが、グルジエフはこれを支援せず、自らの著書においては、独自の語彙と形式をもってこれを記述した。
歴史的な経緯として、グルジエフに由来する思想の広まりで大きな役割を果たしたのはウスペンスキーだが、1921年ごろから、グルジエフを離れ、グルジエフから学んだ知識を基に自ら教えるようになった。また、グルジエフに由来する思想をアメリカに広めるうえで大きな役割を果たしたA・R・オラージュは1934年に急逝したが、C・ダリー・キングをはじめとする生徒たちの一派は、自分たちがオラージュを通じて学んだグルジエフの教えだけが本物であり、その後のグルジエフは認めないという姿勢をとった。そのため、一般に「グルジエフ／ウスペンスキー思想」として知られているものと、グルジエフ自身の著作と講義録が伝えるものとの間には、隔たりがある。

## グルジエフの音楽と舞踏

### グルジエフの音楽
グルジエフは、ロシアの作曲家であるトーマス・ド・ハートマン（1885-1956）との共作で数々のピアノ曲を残した。ハートマンの手記によると、グルジエフはピアノを一本指で弾くことで、あるいは口笛によって旋律を指示し、ハートマンがそれを展開させていくと、さらにグルジエフが新しいパートを加えるなどして、曲が生み出されていった。
これらの曲は作風の違いからいくつかに大別され、全集の多くでは、「アジアの歌と踊り」（エスニック系の作品集）、「聖歌」（キリスト教系の作品集）、「ダルヴィッシュの儀式」（スーフィ系の作品集）、「魔術師たちの闘争」（同名のバレエのために作曲された作品集）などのタイトルを使用している。
ハートマンとの共作以外にも、グルジエフ自身の演奏の録音が残されており、公開されているものもある。

### グルジエフ・ムーヴメンツ

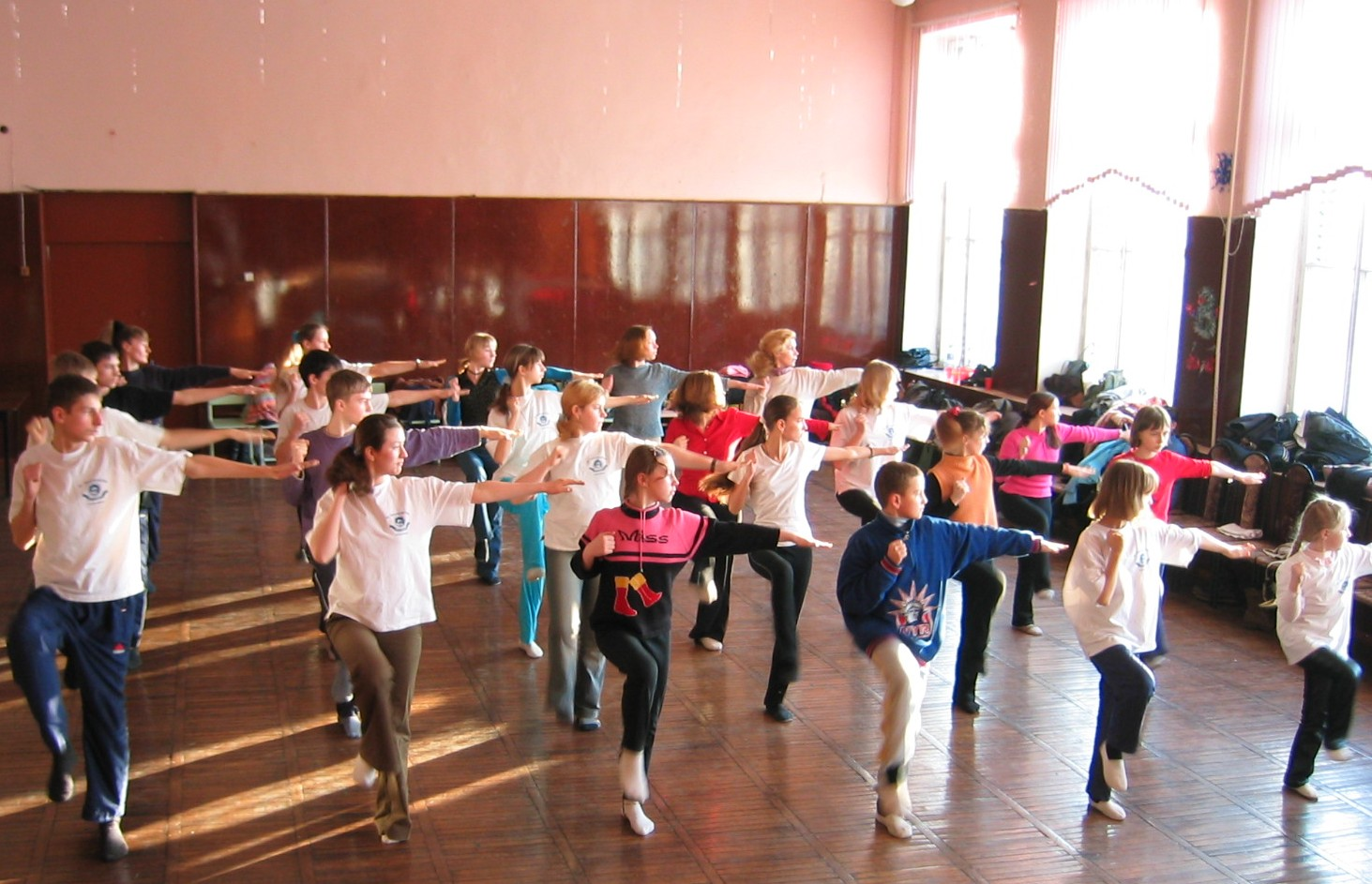
グルジエフ・ムーヴメンツ　必修エクササイズ第一番 2003年、ロシア

グルジエフが教えた数々の舞踏や体操は「グルジエフ・ムーヴメンツ」または「ムーヴメンツ」と総称され、伝達の過程で失われたものも多いが、グルジエフ、ハートマン、または別の作曲者による決定版の伴奏曲が用意された主要なレパートリーだけでも150近くのレパートリーが伝えられている。踊り手は6列に並び、これはエニアグラムの数列である142857に対応している。
別項目「グルジエフ・ムーヴメンツ」を参照。

## 批評
グルジエフは若い頃にスーフィー教団でイスラム神秘主義を学んだとしているが、弟子たちによって整理された彼の思想は、神と直接向き合うイスラム神秘主義とは明確に異なり、地上と天上の二世界を説き、グノーシス的なものとなっている。特に3世紀のキリスト教の聖職者ヴァレンティヌスの影響が大きいともいわれ、3、7といった特別な数字を重視し、音階を用いての教義の説明は、ピタゴラス的でもある。インド・イラン学研究者の岡田明憲は、それ以上に特徴的なのが、常に弟子に「緊張」を強いる彼の修行システムが、著しく禅、特に臨済宗に似ていることであると指摘している。この修行方法は、キャサリン・マンスフィールドや、D・H・ロレンスといった著名人を含む、ヨーロッパ知識人をひきつけた。
彼の方法は、「自己意識を限界まで追い込み、それまでの世界観を破壊することで、『目覚め』を喚起するもの」だった。岡田明慶は、近代の神秘主義者たちの多くが、近代ヨーロッパ文化を否定して、近代ヨーロッパ文化の産物である「自己意識」によってその超克を企て、脱し得なかったが、グルジエフはいささか事情が異なると、その例外性を評価している。

## 著書と関連書籍
出版社を介さない電子書籍等の自費出版は同人誌に相当し、Wikipedia:検証可能性の観点から検証が不可能であるため記載しない。

### グルジエフの著作・講話禄など
- The Herald of Coming Good by G. I. Gurdjieff (1933, 1971, 1988)
- Transcripts of Gurdjieff's Meetings 1941–1946 ISBN 978-0955909054
- All and Everything trilogy:
  - Beelzebub's Tales to His Grandson by G. I. Gurdjieff (1950)
  - Meetings with Remarkable Men by G. I. Gurdjieff (1963)
  - Life is Real Only Then, When 'I Am': All and Everything... ISBN 978-0140195859 by G. I. Gurdjieff (1974)
- Views from the Real World gathered talks of G. I. Gurdjieff by his pupil Olga de Hartmann (1973)

元生徒たちから収集した講話の記録をまとめたもの。日付順に沿わないランダムな順番での収録。初期文献として"The Glimpse of Truth"を含む。
- Scenario of the Ballet: The Struggle of the Magicians ISBN 978-0957248120 by G. I. Gurdjieff (2014)
- In Search of Being: The Fourth Way to Consciousness ISBN 978-1611800821 by G. I. Gurdjieff and Stephen A. Grant (editor) (2021)

日本語版：
- 『ベルゼバブの孫への話 - 人間の生に対する客観的かつ公平無私なる批判』 浅井雅志訳、平河出版社
- 『注目すべき人々との出会い』 星川淳訳 めるくまーる
- 『生は＜私が存在し＞て初めて真実となる』 浅井雅志訳、平河出版社
- G.I.グルジェフ 著、前田樹子 訳『グルジェフ・弟子たちに語る』めるくまーる、1985年9月20日。NDLJP:12225220。(要登録)

### P・D・ウスペンスキーによる関連著作
- P. D.ウスペンスキー 『奇蹟を求めて』（1981年 浅井雅志訳）平河出版社
- P. D.ウスペンスキー『人間に可能な進化の心理学』（1991年 前田樹子訳）めるくまーる

### 回想録・日記・書簡集
- Thomas & Olga de Hartmann "Our Life with Mr. Gurdjieff" ［トーマス＆オルガ・ド・ハートマン『グルジエフと共に』前田樹子訳、めるくまーる］
- Fritz Peters "Boyhood with Gurdjieff"［フリッツ・ピータース『魁偉の残像』前田樹子訳、めるくまーる］、"Gurdjieff Remembered"、"The Balanced Man"

### 伝記・関連書籍
- ジェイムズ・ムア『グルジエフ伝 神話の解剖』 浅井雅志訳、平河出版社
- 前田樹子『エニアグラム進化論 グルジエフを超えて』 春秋社
- K.R.スピース『グルジエフ・ワーク―生涯と思想』武邑光裕訳、平河出版（mindbooks）
- 郷尚文『覚醒の舞踏　グルジェフ・ムーブメンツ：創造と進化の図絵』市民出版社、2001年

## 映像作品
- 『注目すべき人々との出会い』（監督：ピーター・ブルック 製作：スチュアート・ライオンズ 原作：G・I・グルジェフ）（1979年／アメリカ）[21]